# 酒井紀美
酒井 紀美（さかい きみ、女性、1947年11月 - ）は、日本の歴史学者。元茨城大学教育学部教授。専門は日本中世史。

## 来歴
大阪府大阪市出身。1976年、大阪市立大学大学院文学研究科史学専攻博士後期課程単位取得退学。大阪府立渋谷高等学校教諭、相模女子大学、立教大学、東京学芸大学、慶應義塾大学講師を経て、茨城大学教育学部教授。同職を定年退任。2000年、大阪市立大学文学博士。論文は「日本中世の在地社会」。専門は日本中世の村落史、荘園史。特に情報の流れ（「うわさ」「夢」）に着目した分野の研究が多い。

## 著書
- 『中世のうわさ　情報伝達のしくみ』吉川弘文館 1997 ISBN　9784642075008、新版　2020　ISBN　9784642083782
- 『日本中世の在地社会』吉川弘文館 1999　ISBN　9784642027823　オンデマンド版　2022　ISBN　9784642727822
- 『夢語り・夢解きの中世』朝日選書 2001／/吉川弘文館・読みなおす日本史 2021　ISBN　9784642071604
- 『夢から探る中世』角川書店 2005
- 『応仁の乱と在地社会』同成社 2011
- 『戦乱の中の情報伝達　使者がつなぐ中世京都と在地』吉川弘文館・歴史文化ライブラリー 2014 ISBN　9784642057721　オンデマンド版　2022　ISBN　9784642757720
- 『夢の日本史』勉誠出版 2017
- 『経覚』吉川弘文館 人物叢書 2019　ISBN　9784642052924
- 『中世社会と声のことば』吉川弘文館　2023　ISBN　9784642029797

### 社会活動
- 川越市文化財保護審議会委員